# Darüşşafaka SK Istanbul
Der Darüşşafaka Spor Kulübü  ist ein 1914 gegründeter türkischer Sportverein aus Istanbul, der an die ursprünglich als Bildungseinrichtung im 19. Jahrhundert gegründete Darüşşafaka-Vereinigung angeschlossen ist. Der Sportklub ist insbesondere durch seine professionelle Basketballmannschaft der Herren bekannt, die bereits zwei nationale Meisterschaften Anfang der 1960er Jahre gewann. Nach dem Einstieg der Doğuş-Holding als Namenssponsor kehrte die Herrenmannschaft in die höchste Spielklasse zurück und spielt mittlerweile auch im höchstrangigen europäischen Vereinswettbewerb EuroLeague.

## Basketball

### Geschichte
Die Basketballmannschaft der Herren wurde 1951 im Verein eingerichtet. Bald konnte man innerhalb der türkischen Metropole Istanbul zur Spitze der Mannschaften aufschließen und erreichte innerhalb der bis 1966 bestehenden İstanbul Erkekler Basketbol Ligi im Jahr 1960 die Meisterschaft, auf der drei weitere dritte Plätze in den folgenden Jahren folgten. Stattdessen gewann man in der nationalen Meisterschaft nach der Vizemeisterschaft 1960 den Titelgewinn 1961 und 1962. Aber bereits bei der Einrichtung der gemeinsamen höchsten nationalen Spielklasse Türkiye Basketbol Ligi (TBL) gehörte die Mannschaft von Darüşşafaka SK nicht mehr zur nationalen Spitze und spielte zunächst nicht mehr erstklassig.
Erst 1992 gelang die Rückkehr in die höchste Spielklasse, der man dann 18 Spielzeiten lang bis 2010 ununterbrochen angehörte. Zunächst gehörte man meist am Saisonende zu den in der unteren Tabellenhälfte platzierten Mannschaften. Sofern man für die Play-offs um die Meisterschaft qualifiziert war, schied man meist in der ersten Runde aus. Dies änderte sich zum Ende des Jahrtausends, als man sich mit Hilfe des US-Amerikaners Michael Ansley unter den besten acht Mannschaften sicher für die Play-offs qualifizieren konnte, und in der Saison 2000/01 erreichte man als Hauptrundendritter erstmals den Einzug in die Play-off-Halbfinalserie, was in der folgenden Saison ein weiteres Mal gelang. Zudem erreichte man den Einzug in das Pokalfinale, das gegen Meister und Titelverteidiger Efes Pilsen Istanbul 74:78 verloren ging. Zu den wichtigsten Spielern dieser Zeit zählten die Brüder und Nationalspieler Mehmet und Ömer Kahyaoğlu, deren Vater Ali in der Vereinsführung tätig war.
Nachdem man zweimal hintereinander den Einzug in die Play-offs verpasst hatte, gelang am Ende der Saison 2006/07 noch einmal auf dem achten Platz die Qualifikation für die Finalrunde um die Meisterschaft. In der ersten Runde verlor man gegen den späteren Meister und Lokalrivalen Fenerbahçe Ülker, dem man jedoch seine einzige Niederlage in den damaligen Play-offs zufügen konnte. Nach einer Spielzeit, in der man auf dem drittletzten Tabellenplatz nur knapp den Klassenerhalt erreicht hatte, war man unter dem neuen Namenssponsor Cooper Tires mit den „Rookie“-Importspielern Cliff Hammonds und Maarten Leunen als Hauptrundenachter der Saison 2008/09 erneut in der Finalrunde, in der man ein weiteres Mal gegen den späteren Meister und Lokalrivalen Efes Pilsen SK ausschied. Es folgte eine desaströse Saison 2009/10, in der man nach nur sechs Siegen in 30 Spielen abgeschlagen als Tabellenletzter nach 18 Jahren in der höchsten Spielklasse abstieg.
Seit 1995 spielte die Mannschaft in der damals fertiggestellten Sporthalle im Stadtbezirk von Sarıyer, die nach Ayhan Şahenk benannt wurde, dem Gründer der Doğuş-Holding. Dessen Sohn Ferit Şahenk verstärkte schließlich das Engagement im Sportverein und ermöglichte durch die Verpflichtung namhafter, erfahrener Spieler wie Lawrence Roberts und Lynn Greer die Zweitligameisterschaft 2014 und die Rückkehr in die höchste Spielklasse. Nach dem Aufstieg wurde Trainer Orhun Ene durch den renommierten und international erfahrenen Oktay Mahmuti ersetzt und der Kader verjüngt und mit internationalen Spitzenkräften verstärkt. Nach dem dritten Hauptrundenplatz verlor der ambitionierte Erstligarückkehrer jedoch bereits in der ersten Play-off-Runde überraschend gegen Trabzonspor Medical Park. Nach dem Einstieg der Doğuş-Gruppe als Hauptsponsor der EuroLeague erhielt die Mannschaft trotzdem eine Wildcard für die Teilnahme am höchstrangigen europäischen Vereinswettbewerb der Saison 2015/16.

### Kader
| Spieler | Spieler            | Spieler                         | Spieler    | Spieler | Spieler | Spieler                |
| Nr.     | Nat.               | Name                            | Geburt     | Größe   | Info    | Letzter Verein         |
| ------- | ------------------ | ------------------------------- | ---------- | ------- | ------- | ---------------------- |
|         |                    | Guards (PG, SG)                 |            |         |         |                        |
| 1       | Vereinigte Staaten | Scottie Wilbekin                | 05.04.1993 | 1,88    |         | AEK Athen              |
| 3       | Turkei             | Ender Arslan                    | 13.01.1983 | 1,90    | (C)     | Galatasaray SK         |
| 4       | Turkei             | Mehmet Yağmur                   | 01.07.1987 | 1,87    |         | Beşiktaş JK            |
| 8       | Turkei             | Birkan Batuk                    | 30.01.1990 | 1,96    |         | Anadolu Efes SK        |
| 11      | Vereinigte Staaten | Brad Wanamaker                  | 25.07.1989 | 1,93    |         | Brose Bamberg          |
| 45      | Lettland           | Dairis Bertāns                  | 09.09.1989 | 1,92    |         | Dominion Bilbao Basket |
|         |                    | Forwards (SF, PF)               |            |         |         |                        |
| 7       | Turkei             | Metin Türen                     | 02.05.1994 | 2,06    |         | eigene Jugend          |
| 12      | Vereinigte Staaten | Will Clyburn                    | 17.05.1990 | 2,01    |         | Hapoel Holon           |
| 18      | Frankreich         | Adrien Moerman                  | 07.08.1988 | 2,03    |         | Banvit BK              |
| 23      | Vereinigte Staaten | James Anderson                  | 25.03.1989 | 1,98    |         | Sacramento Kings       |
| 35      | /                  | Erwin Dudley a.k.a. Ersin Dağlı | 02.10.1981 | 2,04    |         | Galatasaray SK         |
| 44      | /                  | Marcus Slaughter                | 18.03.1985 | 2,03    |         | Real Madrid            |
| 81      | Vereinigte Staaten | Luke Harangody                  | 02.01.1988 | 2,03    |         | Valencia BC            |
|         |                    | Center (C)                      |            |         |         |                        |
| 9       | Turkei             | Semih Erden                     | 02.01.1988 | 2,13    | A-Nat   | Fenerbahçe Ülker       |
| 19      | Turkei             | Furkan Aldemir                  | 09.08.1991 | 2,07    | A-Nat   | Philadelphia 76ers     |
| 21      | Turkei             | Oğuz Savaş                      | 13.07.1987 | 2,13    | A-Nat   | Fenerbahçe Ülker       |

| Trainer  | Trainer          | Trainer          |
| Nat.     | Name             | Position         |
| -------- | ---------------- | ---------------- |
| /        | David Blatt      | Cheftrainer      |
| Lettland | Ainars Bagatskis | Trainerassistent |
| Turkei   | Recep Şen        | Trainerassistent |

| Legende                 | Legende                         |
| Abk.                    | Bedeutung                       |
| ----------------------- | ------------------------------- |
| (C)                     | Mannschaftskapitän              |
| A-Nat                   | akt. Auswahlspieler (2. Nation) |
| Quellen                 |                                 |
| Teamhomepage            |                                 |
| Ligahomepage            |                                 |
| Stand: 8. November 2015 |                                 |

| Legende                 | Legende                         |
| Abk.                    | Bedeutung                       |
| ----------------------- | ------------------------------- |
| (C)                     | Mannschaftskapitän              |
| A-Nat                   | akt. Auswahlspieler (2. Nation) |
| Quellen                 |                                 |
| Teamhomepage            |                                 |
| Ligahomepage            |                                 |
| Stand: 8. November 2015 |                                 |

### Ehemalige Spieler
| - Mehmet Kahyaoğlu (1994–2003, 2005/06) - Orhan Güler (1995–2000) - Ömer Kahyaoğlu (1996–2002) - Michael Meeks (1996/97) - Michael Ansley (1997–2000) - Witali Nossow (1999/2000) | - Cüneyt Erden (2002–05) - Erdem Türetken (2002–05, 2006/07) - Sinan Güler (2006/07) - Cliff Hammonds (2008/09) - Maarten Leunen (2008/09) - Jermareo Davidson (2009/10) | - Quincy Douby (2009/10, 2014) - Lawrence Roberts (2013/14) - Lynn Greer (2013–2015) - Renaldas Seibutis (2014/15) - / John Shurna (2014/15) - Gašper Vidmar (2014/15) | - Jordan Farmar (2015) |